# Wissarion Grigorjewitsch Belinski

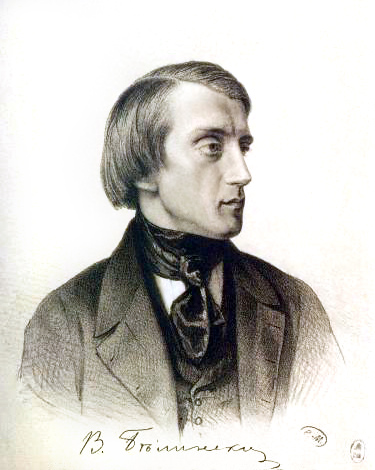
Wissarion Belinski, 1843 porträtiert von Kirill Gorbunow

Wissarion Grigorjewitsch Belinski (russisch Виссарион Григорьевич Белинский, wiss. Transliteration Vissarion Grigor'evič Belinskij; * 30. Maijul. / 11. Juni 1811greg. in Sveaborg bei Helsinki; † 26. Maijul. / 7. Juni 1848greg. in Sankt Petersburg) war ein russischer Literaturkritiker, Publizist, Linguist und Philosoph.

## Leben
Geboren wurde er 1811 als Sohn eines Militärarztes. 1829–1832 besuchte er die Lomonossow-Universität in Moskau, die er letztlich wegen „fehlender Begabung“ verlassen musste. Der eigentliche Grund war sein romantisches Drama Dimitri Kalinin, in dem er Kritik an der Leibeigenschaft übte.
Er begann daraufhin seine publizistische Tätigkeit im Moskauer Journal Teleskop. 1836 wurde die Zeitschrift durch den Zaren verboten und die Redaktion geschlossen. Der Redakteur ging in die Verbannung; Belinski musste eine Durchsuchung über sich ergehen lassen, machte jedoch für ein Mitglied seiner Gesellschaftsschicht eine erfolgreiche Karriere.
1837 ließ er seine Tuberkulose in Pjatigorsk behandeln; in dieser Zeit machte er Bekanntschaft mit Lermontow. Zwei Jahre später ließ er sich in Sankt Petersburg nieder, wo er von 1839 bis 1846 tonangebender Hausautor der einflussreichen literarischen Zeitschrift Otetschestwennye Sapiski (Notizen des Vaterlandes) war. 1842 unterstützte er Gogol beim Druck des durch die kaiserliche Zensur verbotenen Romans Die toten Seelen. Im Jahr darauf heiratete er Maria Wassiljewna Orlowa; aus dieser Ehe gingen drei Kinder hervor. Anfang der 40er Jahre war er der bedeutendste literarische Kritiker Russlands. Die Karriere von Dostojewski begann mit einer positiven Rezension Belinskis. Die Begegnung der beiden beschrieb Dostojewski sehr bildhaft in der Januarausgabe 1877 seines Tagebuches eines Schriftstellers. 1843 machte Belinski, der als der „russische Lessing“ galt, den jungen Iwan Turgenjew mit der russischen Literatur bekannt.
Im Jahr 1847 folgte ein Auslandsaufenthalt in Berlin und Bad Salzbrunn zur Behandlung seiner Erkrankung. Belinski starb ein Jahr später nach langem Leiden und wurde auf dem Wolkowo-Friedhof (Abschnitt „Literatenbrücken“) beigesetzt. Die Erwähnung seines Namens war bis 1856 in der russischen Presse verboten. Aus marxistischer Sicht gilt er als Begründer der revolutionär-demokratischen Literaturkritik.

## Ehrungen
Anlässlich des 150. Geburtstags von Belinski erschuf der russische Medailleur N. Sokolow 1961 eine Bronze Ehren-Gedenkmedaille. Diese wurde im Leningrader Münzhof geprägt und zeigt auf der Frontseite das Porträt von Belinski in Seitenansicht. Ein Exemplar der Medaille befindet sich in der Sammlung des Deutschen Historischen Museums
Der 1951 entstandene Film W. G. Belinski (Originaltitel: Белинский, Belinski) beruht auf seinem Leben.